# Aeroportul Blumenau
Aeroportul Blumenau (IATA: BNU, ICAO: SSBL) este un aeroport din Santa Catarina, Brazilia ce deservește zona Blumenau. A fost numit după zona deservită.
Situat la o altitudine de 18 m, aeroportul dispune de 1 pistă.

## Infrastructură

### Piste
Aeroportul dispune de o singură pistă. Pista 18/36 are suprafața de asfalt și dimensiunile 1.080 m × 18 m. 